# Берое (гребневик)
Беро́е (лат. Beroe cucumis) — вид гребневиков из класса бесщупальцевых (Nuda).

## Внешний вид и строение
Длина тела до 16 см. Оно полупрозрачное, мешковидной формы. Ротовое отверстие на заднем конце. Он слегка уплощён, а передний закруглен. Вдоль тела 8 рядов гребных пластинок, переливающихся всеми цветами радуги, под которыми можно разглядеть вытянутые в длину половые железы. Окраска розовато-жёлтая, половые железы темнее, могут быть даже фиолетовыми. Между рядами гребных пластинок видна сеточка каналов кишечной полости.

## Распространение и места обитания
Встречается от умеренных до арктических вод Атлантического и Тихого океанов. Обитает в толще воды на глубине до 100 м, часто подходит к берегам.